# Tramvajová doprava v Budapešti

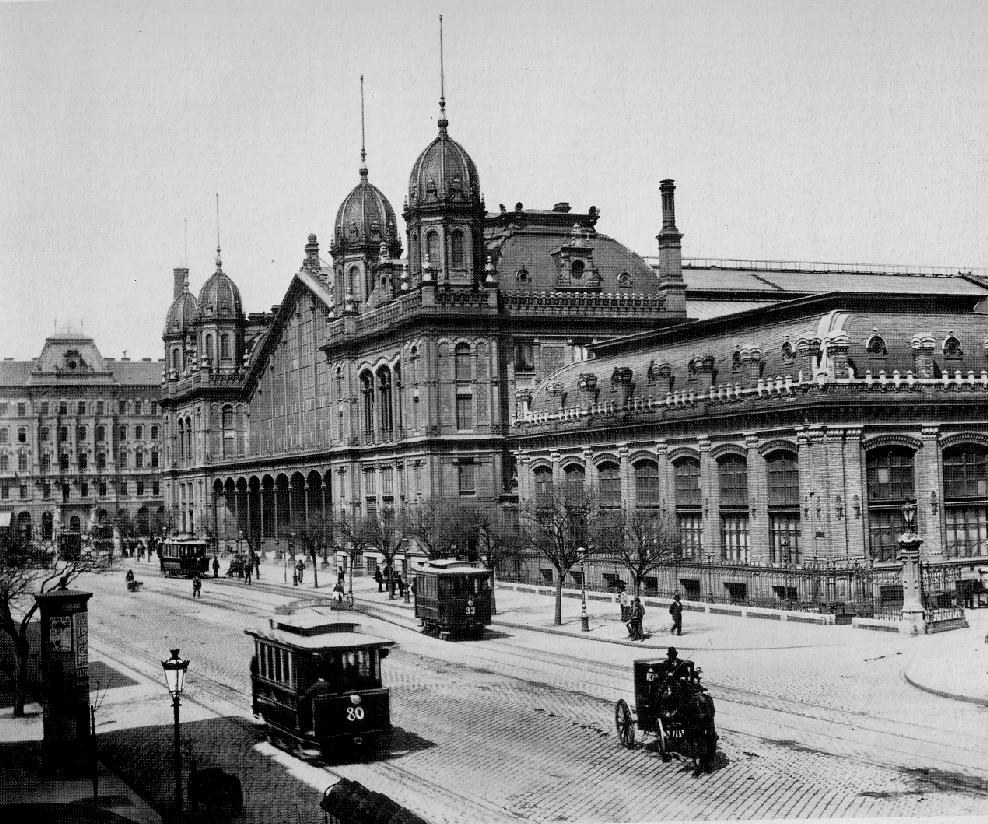
První elektrické tramvaje před nádražím Nyugati pályaudvar.

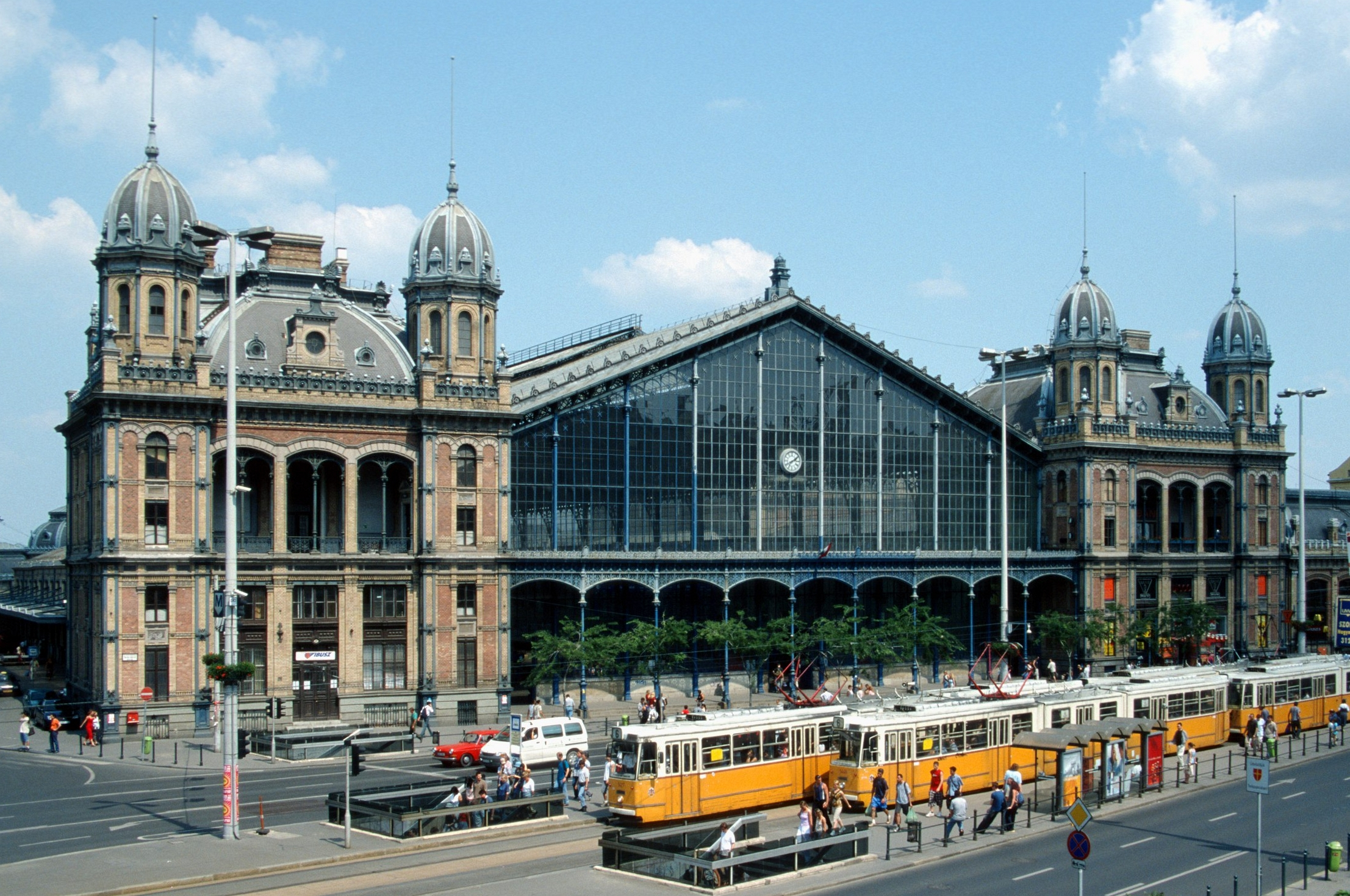
Tramvaj Ganz na lince č. 6 před nádražím Nyugati pályaudvar.

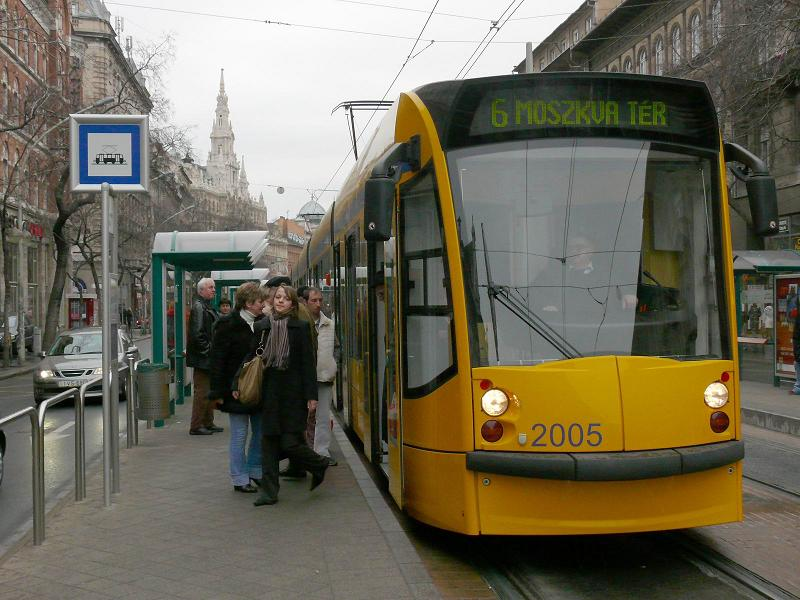
Tramvaj Siemens Combino na Velkém okruhu.

Tramvajová síť v Budapešti je důležitou součástí městské hromadné dopravy v maďarském hlavním městě Budapešti. Na 149 kilometrech tratí jezdí tramvaje na 36 linkách.

## Historie
První tramvají v Budapešti byla koňská tramvaj, která byla v provozu od 30. července 1866.
První elektrická tramvaj se v Budapešti objevila roku 1887 na Velkém okruhu a od té doby se rychle rozvíjela jak v centru tak do předměstí. Rozvoj v centru byl ukončen s výstavbou nových linek metra M2 a M3 a s rozvojem automobilismu.
Tramvajová síť v Budapešti je specifická tím, že v centru města netvoří jednotný, dopravně propojený systém. Síť je v centru tvořena jednotlivými linkami, mezi kterými jsou (např. oproti Praze) pouze manipulační spojky, které nejsou pojížděny soupravami s cestujícími. Typické je to např. pro tramvajovou trať pojížděnou linkami 4 a 6, která vede z velké části po Velkém okruhu.

## Provozovatelé
V současnosti je veškerá tramvajová síť provozována podnikem BKV. V minulosti byla tramvajová doprava provozována společnostmi:
- BKVT (Budapesti Közuti Vaspálya Társaság)
- BVVV (Budapesti Villamos Városi Vasut)
- BURV (Budapest Ujpest Rákospalotai Villamos Közuti Vasut Rt.)
- FJFVV (Ferenc József Földalatti Villamos Vasut)

## Linky

### Současný stav
| Označení         | Konečné stanice                                     | Typ vozidel                                                        |
| ---------------- | --------------------------------------------------- | ------------------------------------------------------------------ |
| 1                | Bécsi út / Vörösvári út – Kelenföld vasútállomás M  | Tatra T5C5, Tatra T5C5K, CAF Urbos 3, Combino Supra Budapest NF12B |
| 1A               | Bécsi út / Vörösvári út – Népliget M                |                                                                    |
| 2                | Jászai Mari tér – Közvágóhíd H                      | Ganz csuklós, KCSV7                                                |
| 2B               | Jászai Mari tér – Pesterzsébet, Pacsirtatelep       | KCSV7                                                              |
| 3                | Mexikói út M – Gubacsi út / Határ út                | TW 6000, CAF Urbos 3                                               |
| 4                | Széll Kálmán tér M – Újbuda-központ M               | Combino Supra Budapest NF12B                                       |
| 6                | Széll Kálmán tér M – Móricz Zsigmond körtér M       | Combino Supra Budapest NF12B                                       |
| 12               | Angyalföld kocsiszín – Rákospalota, Kossuth utca    | Tatra T5C5K                                                        |
| 14               | Lehel tér M – Káposztásmegyer, Megyeri út           | Tatra T5C5K, CAF Urbos 3                                           |
| 17               | Bécsi út / Vörösvári út – Savoya Park               | Tatra T5C5, Tatra T5C5K, CAF Urbos 3                               |
| 19               | Bécsi út / Vörösvári út – Kelenföld vasútállomás M  | Tatra T5C5K, CAF Urbos 3                                           |
| 23               | Jászai Mari tér – Keleti pályaudvar M               | KCSV7                                                              |
| 24               | Közvágóhíd H – Keleti pályaudvar M                  | TW 6000                                                            |
| 28               | Blaha Lujza tér M – Izraelita temető                | Tatra T5C5, TW 6000                                                |
| 28A              | Blaha Lujza tér M – Új köztemető (Kozma utca)       | Tatra T5C5, TW 6000                                                |
| 37               | Blaha Lujza tér M – Új köztemető (Kozma utca)       | TW 6000                                                            |
| 37A              | Blaha Lujza tér M – Sörgyár                         | TW 6000, Tatra T5C5                                                |
| 41               | Bécsi út / Vörösvári út – Kamaraerdei Ifjúsági Park | Tatra T5C5K                                                        |
| 42               | Határ út M – Kispest, Tulipán utca                  | TW 6000, CAF Urbos 3                                               |
| 47               | Deák Ferenc tér M – Városház tér                    | Ganz csuklós                                                       |
| 48               | Deák Ferenc tér M – Savoya Park                     | Ganz csuklós                                                       |
| 49               | Deák Ferenc tér M – Kelenföld vasútállomás M        | Ganz csuklós                                                       |
| 50               | Határ út M – Pestszentlőrinc, Béke tér              | TW 6000, CAF Urbos 3                                               |
| 51               | Mester utca / Ferenc körút – Nagysándor József utca | TW 6000                                                            |
| 51A              | Mester utca / Ferenc körút – Koppány utca           | TW 6000                                                            |
| 52               | Határ út M – Pesterzsébet, Pacsirtatelep            | TW 6000                                                            |
| 56               | Hűvösvölgy – Városház tér                           |                                                                    |
| 56A              | Hűvösvölgy – Móricz Zsigmond körtér M               |                                                                    |
| 59               | Szent János Kórház – Márton Áron tér                | Tatra T5C5K                                                        |
| 59A              | Széll Kálmán tér M – Márton Áron tér                | Tatra T5C5K                                                        |
| 59B              | Hűvösvölgy – Márton Áron tér                        | Tatra T5C5K                                                        |
| 60 (Fogaskerekű) | Városmajor – Széchenyi-hegy, Gyermekvasút           | SGP                                                                |
| 61               | Hűvösvölgy – Móricz Zsigmond körtér M               | Tatra T5C5K                                                        |
| 62               | Blaha Lujza tér M – Rákospalota, MÁV-telep          | TW 6000                                                            |
| 62A              | Kőbánya alsó vasútállomás – Rákospalota, MÁV-telep  | TW 6000                                                            |
| 69               | Mexikói út M – Újpalota, Erdőkerülő utca            | TW 6000, CAF Urbos 3                                               |

### Stav v roce 1910
| Linka | Konečné stanice                                                                           | Trasa | Provozovatel |
| ----- | ----------------------------------------------------------------------------------------- | --- | ------------ |
| 1     | Újpest - Erzsébet királyné utca                                                           | Újpest - Nyugati pályaudvar - Központi városház - Rákóczi-ut - Thököly-ut - Erzsébet királyné-ut                                                                                             | BKVT         |
| 3     | Újpest - Nyugati pályaudvar                                                               | Újpest - Nyugati pályaudvar | BKVT         |
| 4     | Eskü tér (okružní obousměrná linka)                                                       | Eskü tér - Boráros tér - Nagykörút - Jászai Mári tér - Dunapart - Országház tér - Eskü tér                                                                                                   | BVVV         |
| 5     | Óbuda - Állatkert                                                                         | Óbuda - Ludoviceum - Orczy ut - Thököly ut - Állatkert | BKVT         |
| 6     | Nyugati pályaudvar - Boráros tér                                                          | Nyugati pályaudvar - Nagykörút - Boráros tér | BVVV         |
| 7     | Óbuda (okružní linka) směr Margit híd, budai hídfő (protisměr linka 9)                    | Óbuda (Vörösvári ut) - Margit híd, budai hídfő H - Váczi-körut - Ferenc József híd - Budai rakpart - Óbuda                                                                                   | BKVT         |
| 8     | Városliget - Eskü tér                                                                     | Eskü tér - Podmaniczky utca - Városliget | BVVV         |
| 9     | Óbuda (okružní linka) směr Ferenc József híd (protisměr linka 7)                          | Óbuda - Budai rakpart - Ferenc József híd - Váczi-körut - Margit híd, budai hídfő – Óbuda (Vörösvári ut)                                                                                     | BKVT         |
| 10    | Városliget - Szabadság tér                                                                | Szabadság-tér - Király-u. - Városliget | BVVV         |
| 11    | Óbuda Vígszínház Közvágóhíd Sertésvágóhíd                                                 | Óbuda - Margit híd, budai hídfő H - Károly-körut - Lónyai-u. - Közvágóhíd - (Sertésvágóhíd)                                                                                                  | BKVT         |
| 12    | Városliget - Boráros tér                                                                  | Boráros tér - Nagykörút - Király utca - Városliget | BVVV         |
| 14    | Kõbányai-ut - Eskü tér                                                                    | Eskü tér - Baross-u. - Kõbányai-ut | BVVV         |
| 15    | Városliget (směr Margit híd, budai hídfő)                                                 | Városliget - Rottenbiller-u. - Rákóczi-ut - Margit híd, budai hídfő H - Széna-tér - Ferenc József híd - Rákóczi-ut - Thököly-út – Zugló                                                      | BKVT         |
| 16    | Újpest-rakp. Népliget                                                                     | Újpest-rakpart - Eskü tér - Baross-u. - Népliget | BVVV         |
| 17    | Zugló (směr Ferenc József híd)                                                            | Zugló - Thököly-út - Rákóczi-ut - Ferenc József híd - Széna-tér - Margit híd, budai hídfő H - Rákóczi-ut - Rottenbiller-u. -Városliget                                                       | BKVT         |
| 18    | Szabadság tér (směr Vezér-u.) Erzsébetfalva                                               | Szabadság-tér - Körut - Mester-u. - Vezér-u. - Erzsébetfalva (Piac-tér) | BVVV         |
| 19    | Állatkert - Eskü tér                                                                      | Állatkert - Thököly-út - Muzeum körut - Eskü tér | BKVT         |
| 20    | Nyugati pályaudvar - Ferencvárosi pályaudvar                                              | Nyugati pályaudvar - Ferencvárosi pályaudvar | BVVV         |
| 21    | Városliget (okružní linka) směr Rákóczi út (protisměr linka 23)                           | Városliget - Damjanich utca - Rákóczi út - Muzeum körut - Üllõi ut - Orczy-ut - Thököly-ut - Aréna-ut - Városliget                                                                           | BKVT         |
| 22    | Országház-tér Erzsébet-tér                                                                | Országház-tér - Dunapart - Boráros tér - Mester u. - Vágóhíd-u. - Kispest, Erzsébet-tér | BVVV         |
| 23    | Városliget (okružní linka) směr Orczy ut (protisměr linka 21)                             | Városliget - Aréna-ut - Thököly-ut - Orczy-ut - Üllõi-ut - Muzeum körut - Rákóczi-ut - Damjanich-u. – Városliget                                                                             | BKVT         |
| 24    | Ferenc József laktanya - Eskü tér                                                         | Eskü tér - Baross-u.- Ferenc József laktanya | BVVV         |
| 25    | Városliget (okružní linka) směr Orczy-ut (protisměr linka 27)                             | Városliget - Aréna-ut - Thököly-ut - Rákóczi-ut - Muzeum körut - Lónyai-u.-Soroksári-ut - Közvágóhíd - Gróf Haller-u.- Orczy-ut - Köztemetõ u. - Rottenbiller-u. - Damjanich-u. - Városliget | BKVT         |
| 26    | Rókus kórház Kápolna-tér                                                                  | Rókus kórház - Kõbánya - Kápolna-tér | BVVV         |
| 27    | Városliget (okružní linka) směr Rákóczi ut (prostisměr linka 25)                          | Városliget - Damjanich-u. - Rottenbiller-u. - Köztemetõ u. - Orczy-ut - Gróf Haller-u.- Közvágóhíd - Soroksári-ut - Lónyai-u.- Muzeum körut - Rákóczi-ut - Thököly-ut - Aréna-ut -Városliget | BKVT         |
| 28    | Rókus kórház Új köztemetõ                                                                 | Rókus kórház - Új köztemetõ | BVVV         |
| 29    | Népliget - Nyugati pályaudvar                                                             | Népliget - Üllõi-ut - Szabadság-tér - Nyugati pályaudvar | BKVT         |
| 30    | Ferenc körut (směr Baross utca) Erzsébetfalva                                             | Ferenc körut (Mester-u. keresztezés)- Baross-u. - Erzsébetfalva (Piac-tér) | BVVV         |
| 31    | Központi városház                                                                         | Központi városház - Szabadság-tér - Margit híd, budai hídfő H - Margit-rakpart - Ferenc József híd - Kálvin-tér - Üllõi-ut - Orczy-ut-Köztemetõ-ut - Rákóczi-ut - Központi városház          | BKVT         |
| 32    | Ferenc körut (směr Vezér utca) Erzsébetfalva                                              | Ferenc körut (Mester utca keresztezés) - Vezér u. - Erzsébetfalva (Piac-tér) | BVVV         |
| 34    | Simor-u. Sárkány u.                                                                       | Budapest, Simor-u. - Kispest, Sárkány-u. | BVVV         |
| 35    | Kõbánya - Kelenföld                                                                       | Kõbánya - Rákóczi-ut - Muzeum körut - Átlós-ut - Kelenföld | BKVT         |
| 37    | Kõbánya - Baross tér                                                                      | Kõbánya - Baross tér | BKVT         |
| 39    | Hüvösvölgy (okružní linka) směr Margit híd, budai hídfő H (protisměr linka 41)            | Hüvösvölgy - Fogaskerekű vasút - Margit híd, budai hídfő H - Váczi-körut - Központi városház - Ferenc József híd - Budai belsõ körút - Fogaskerekű vasút - Hüvösvölgy                        | BKVT         |
| 41    | Hüvösvölgy (okružní linka) směr Ferenc József híd (protisměr linka 39)                    | Hüvösvölgy - Fogaskerekű vasút - Budai belsõ körút - Ferenc József híd - Központi városház - Váczi-körut - Margit híd, budai hídfő H - Fogaskerekű vasút - Hüvösvölgy                        | BKVT         |
| 43    | Zugliget (okružní linka) směr Ferenc József híd (protisměr linka 45)                      | Zugliget - Lánchíd - Ferenc József híd - Központi városház - Váczi-körut - Margit híd, budai hídfő H - Fogaskerekű vasút - Zugliget                                                          | BKVT         |
| 45    | Zugliget (okružní linka) směr Margit híd, budai hídfő H (protisměr linka 43)              | Zugliget - Fogaskerekű vasút - Margit híd, budai hídfő H - Váczi-körut - Központi városház - Ferenc József híd - Lánchíd - Zugliget                                                          | BKVT         |
| 47    | Egyház-tér - Zugliget                                                                     | Egyház-tér - Zugliget | BKVT         |
| 49    | Központi városház - Fogaskerekű vasút                                                     | Központi városház - Margit híd, budai hídfő H - Fogaskerekű vasút | BKVT         |
| 53    | Keleti pályaudvar - Nyugati pályaudvar                                                    | Keleti pályaudvar - Nyugati pályaudvar | BKVT         |
| 55    | Rákospalota - Nyugati pályaudvar                                                          | Rákospalota - Nyugati pályaudvar | BKVT         |
| 57    | Kelenföld Újpest                                                                          | Kelenföld - Ferenc József híd - Váczi-körut - Nyugati pályaudvar - Újpest | BKVT         |
| 59    | Krisztina-tér Farkasrét                                                                   | Krisztina-tér – Alkotás-u. - Böszörményi-ut - Farkasrét | BKVT         |
| 61    | Krisztina-körut (směr Margit híd, budai hídfő H) Krisztina-körut (směr Ferenc József híd) | Kriszina körut (Retek-u. sarok) - Déli vasut - Ferenc József híd - Muzeum körut - Váczi-körut - Margit híd, budai hídfő H - Krisztina-körut (körforgalom)                                    | BKVT         |
| 63    | Átlós-ut - Sósfürdõ                                                                       | Átlós-ut - Sósfürdõ | BKVT         |
|       | Artézi fürdõ - Gizella-tér                                                                | | FJFVV        |
| A     | Nyugati pályaudvar - Rákospalota                                                          | | BURV         |
| B     | Nyugati pályaudvar - Megyer                                                               | | BURV         |
| C     | Nyugati pályaudvar Máv. ny. fmh.                                                          | | BURV         |
| D     | Nyugati pályaudvar Nyugati pályaudvar                                                     | Nyugati pályaudvar - Újpest - István-u. -Vasut-u. - Széchenyi-u. - Viola-u. - Õsz-u. - Mária-u. - Lehel u. - Nyugati pályaudvar                                                              | BURV         |
| E     | Nyugati pályaudvar Nyugati pályaudvar                                                     | Nyugati pályaudvar - Lehel u. - Mária-u. - Õsz-u. - Viola-u. - Széchenyi-u. - Vasut-u. - István-u. - Újpest - Nyugati pályaudvar                                                             | BURV         |
| F     | Aréna-uti vonal, Aréna-ut - Lehel-u. ingókocsi                                            | | BURV         |

### Zrušené tramvajové tratě

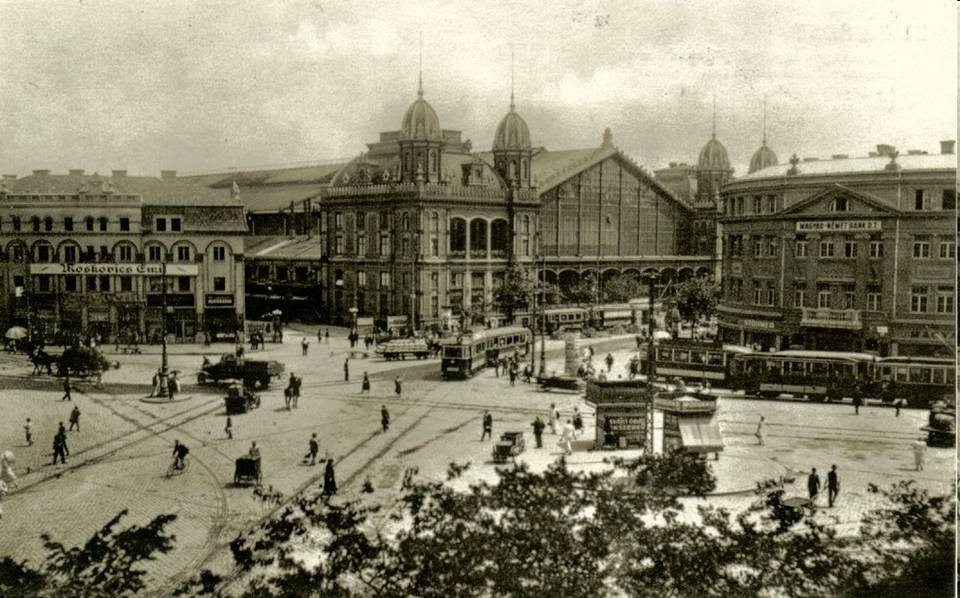
Pohled na náměstí Nyugati tér na konci 19. století s tehdejší tramvajovou sítí

Tramvajová síť v Budapešti byla v minulosti mnohem bohatší a rozvětvenější především v centru města.
V průběhu let, s budováním sítě metra a obecného trendu náhrady kolejové dopravy dopravou trolejbusovou a především autobusovou byly zrušeny tratě v následujících úsecích:
- ulice Bajcsy-Zsilinsky út v úseku Deak Ferenc tér - Nyugati tér
- Deák Ferenc tér - Erzsébet tér - Október 6. utca - Szabadság tér
- Rákoczi út v úseku Keleti pályaudvar - Erzsébet híd
- Váci utca v úseku Nyugati tér - Lehel tér

Změny ve vedení tramvajových linek 1963-2005

a další

## Vozidla
Vozový park je v Budapešti velmi rozmanitý. Mezi nejstarší patří vozidla domácího výrobce Ganz. V současnosti jsou v provozu dva typy: Ganz csuklós (Ganz kloubový) a KCSV7. Velkou část parku tvoří tramvaje Tatra z ČKD Tatra Smíchov. Od roku 2002 jsou v provozu starší tramvaje z německého Hannoveru, typ TW 6000. Nejnovějším typem jsou tramvaje Siemens Combino Supra Budapest NF12B, provozované výhradně na linkách č. 4 a 6.